# Weltmeisterschaften der Rhythmischen Sportgymnastik 2011

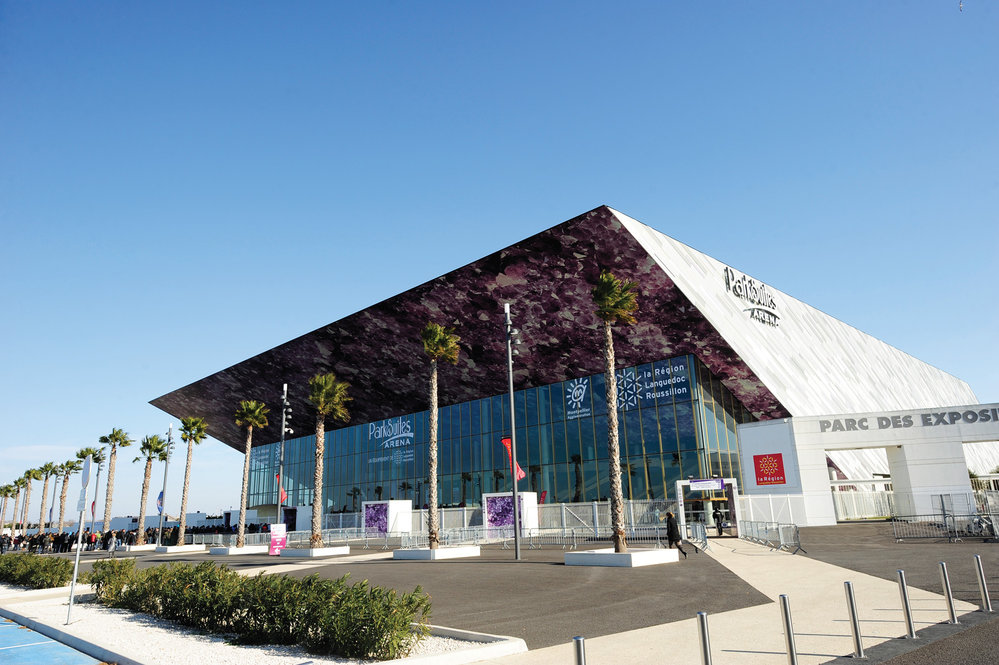
Die Arena Montpellier, Austragungsort der WM

Die 31. Weltmeisterschaften der Rhythmischen Sportgymnastik fanden vom 19. bis 25. September 2011 in Pérols, einem Vorort von Montpellier, Frankreich statt.

## Ergebnisse

### Mehrkampf-Einzel
| Rang | Nation        | Athletin           |
| ---- | ------------- | ------------------ |
| 1    | Russland      | Jewgenija Kanajewa |
| 2    | Russland      | Darja Kondakowa    |
| 3    | Aserbaidschan | Aliya Garajewa     |

### Mehrkampf-Mannschaft
| Rang | Nation   | Athletin                                                                      |
| ---- | -------- | ----------------------------------------------------------------------------- |
| 1    | Russland | Alexandra Merkulowa Darja Kondakowa Jewgenija Kanajewa Darja Dmitrijewa       |
| 2    | Belarus  | Melizina Stanjuta Ljubou Tscharkaschyna Anna Rabtsawa Aljaksandra Narkewitsch |
| 3    | Ukraine  | Alina Maksymenko Hanna Risatdinowa Wiktorija Schynkarenko Wiktorija Masur     |

### Gruppe-Mehrkampf
| Rang | Nation    | Athletin                                                                                                |
| ---- | --------- | --- |
| 1    | Italien   | Elisa Blanchi Marta Pagnini Romina Laurito Andrea Stefanescu Angelika Savrayuk Elisa Santoni            |
| 2    | Russland  | Uljana Donskowa Anastassija Nasarenko Xenija Dudkina Olga Iljina Natalja Pitschuschkina Alina Makarenko |
| 3    | Bulgarien | Reneta Kamberowa Michaela Maewska Elena Todorowa Hristiana Todorowa Katrin Welkowa Zwetelina Najdenowa  |

### Gruppe-Mehrkampf mit einem Gerät
| Rang | Nation    | Athletin                                                                                                |
| ---- | --------- | --- |
| 1    | Russland  | Uljana Donskowa Anastassija Nasarenko Xenija Dudkina Olga Iljina Natalja Pitschuschkina Alina Makarenko |
| 2    | Italien   | Elisa Blanchi Marta Pagnini Romina Laurito Andrea Stefanescu Angelika Savrayuk Elisa Santoni            |
| 3    | Bulgarien | Reneta Kamberowa Michaela Maewska Elena Todorowa Hristiana Todorowa Katrin Welkowa Zwetelina Najdenowa  |

### Gruppe-Mehrkampf mit zwei Geräten
| Rang | Nation    | Athletin                                                                                               |
| ---- | --------- | --- |
| 1    | Bulgarien | Reneta Kamberowa Michaela Maewska Elena Todorowa Hristiana Todorowa Katrin Welkowa Zwetelina Najdenowa |
| 2    | Italien   | Elisa Blanchi Marta Pagnini Romina Laurito Andrea Stefanescu Angelika Savrayuk Elisa Santoni           |
| 3    | Israel    | Moran Buzovski Viktoriya Koshel Noa Palatchy Marina Shults Polina Zakaluzny Eliora Zholhovsky          |

### Reifen
| Rang | Nation   | Athletin           |
| ---- | -------- | ------------------ |
| 1    | Russland | Jewgenija Kanajewa |
| 2    | Russland | Darja Kondakowa    |
| 3    | Israel   | Neta Rivkin        |

### Band
| Rang | Nation    | Athletin           |
| ---- | --------- | ------------------ |
| 1    | Russland  | Jewgenija Kanajewa |
| 2    | Russland  | Darja Kondakowa    |
| 3    | Bulgarien | Silwija Mitewa     |

### Ball
| Rang | Nation   | Athletin              |
| ---- | -------- | --------------------- |
| 1    | Russland | Jewgenija Kanajewa    |
| 2    | Russland | Darja Kondakowa       |
| 3    | Belarus  | Ljubou Tscharkaschyna |

### Keulen
| Rang | Nation    | Athletin           |
| ---- | --------- | ------------------ |
| 1    | Russland  | Jewgenija Kanajewa |
| 2    | Russland  | Darja Kondakowa    |
| 3    | Bulgarien | Silwija Mitewa     |

### Medaillenspiegel
| Rang | Nation        | Gold | Silber | Bronze | Gesamt |
| ---- | ------------- | ---- | ------ | ------ | ------ |
| 1    | Russland      | 7    | 6      | -      | 13     |
| 2    | Italien       | 1    | 2      | -      | 3      |
| 3    | Bulgarien     | 1    | -      | 4      | 5      |
| 4    | Belarus       | -    | 1      | 1      | 2      |
| 5    | Israel        | -    | -      | 2      | 2      |
| 6    | Aserbaidschan | -    | -      | 1      | 1      |
| 6    | Ukraine       | -    | -      | 1      | 1      |